# Agence technique de l'information sur l'hospitalisation
L’Agence technique de l’information sur l’hospitalisation (ATIH) est un établissement public administratif français, placé sous la tutelle des ministères chargés de la santé, des affaires sociales et de la Sécurité sociale. Créée en 2000, elle est chargée de collecter, d’analyser et de restituer les données d’activité, de qualité, de financement et de ressources humaines des établissements de santé et médico-sociaux. Elle joue également un rôle central dans la gestion des nomenclatures médicales et le développement des outils d’aide au pilotage du système de santé.

## Histoire
L’ATIH a été créée par le décret n°2000-1282 du 26 décembre 2000. Elle résulte de la fusion de trois entités :
- le Pôle d’expertise et de référence nationale des nomenclatures de santé (Pernns) ;
- le Centre de traitement des informations du PMSI (CTIP);
- la mission PMSI du ministère de la Santé.

En 2004, elle contribue à la mise en œuvre de la tarification à l’activité (T2A), un mode de financement hospitalier lié à l’activité réelle des établissements.
En 2008, ses missions sont étendues à l’analyse médico-économique et à la gestion des dispositifs de financement.
En 2015, son organisation et ses missions sont structurées pour intégrer l'approfondissement de son champ de compétence sur le secteur hospitalier et l'élargissement de son champ d'intervention aux établissements sociaux et médico-sociaux .
En 2022, les missions de l’agence s’enrichissent sur le secteur médico-social (tableau de bord, gestion technique du dispositif de financement), la qualité des prises en charge et la satisfaction des usagers, et la gestion des crises sanitaires . 

## Missions
L’ATIH intervient dans les secteurs :
- Sanitaire : Médecine, Chirurgie, Obstétrique (MCO), Soins médicaux et de réadaptation (SMR), Hospitalisation à domicile (HAD), Psychiatrie ;
- Médico-social : Ehpad, structures pour personnes handicapées, Service de soins infirmiers à domicile (SSIAD, SPASAD, SAD)[2],[5].

### Les domaines d’expertise de l’ATIH

#### Codification médicale
- Classification internationale des maladies (CIM) (OMS, adaptée par l’ATIH)
- Classification commune des actes médicaux (CCAM)[6], développée avec l’Assurance maladie (France) et le Haut conseil des nomenclatures (HCN).

#### Collecte de données
- PMSI, RPU, e-Satis
- Données RH, financières, qualité des soins (EvalSanté, Qualhas – pilotés par la HAS)[7],[8],[5].

#### Analyse et restitution
- Indicateurs et tableaux de bord diffusés via ScanSanté[8],[9] ;
- Simulation de réformes sanitaires et médico-sociales[10],[11],[12],[13].

#### Diffusion des données
- Open data, publications annuelles[14],[15];
- Plateforme des données hospitalières, accès sécurisé sur autorisation de la Commission nationale de l’informatique et des libertés (CNIL)[16] ;

- Alimentation du Système national des données de santé (SNDS)[17]

## Organisation
Siège : Lyon (117 boulevard Marius-Vivier-Merle), antenne à Paris ;
Effectif : environ 140 agents publics et experts,.

## Gouvernance
Pilotage assuré par :
- un conseil d’administration (représentants de l’État, Assurance maladie, CNSA et personnalités qualifiées) ;
- un comité d’orientation (fédérations hospitalières et du médico-social, ARS, organismes nationaux (HAS…)) ;
- un conseil scientifique (pour garantir la qualité scientifique et méthodologique des travaux)[2],[18].

## Administration
| Période          | Période          | Identité              | Fonction précédente | Observation |
| ---------------- | ---------------- | --------------------- | --- | ----------- |
| 10 décembre 2001 | 1er mars 2010    | Maryse Chodorge (d)   | Sous-directrice des systèmes informatiques et des télécommunications à la direction de l'administration générale, du personnel et du budget du ministère de l'emploi et de la solidarité | -           |
| 1er mars 2010    | 31 décembre 2024 | Housseyni Holla       | Directeur adjoint de l’ATIH | -           |
| 6 janvier 2025   | En cours         | Nathalie Fourcade (d) | Secrétaire générale du Haut Conseil pour l’Avenir de l’Assurance Maladie |             |

#### Rapports d'activité
- Rapport d'activité 2022
- Rapport d'activité 2023